# Citadela ve Viktorii
Citadela ve městě Viktoria (maltsky: Iċ-Ċittadella) je středověké opevnění na Maltě, na ostrově Gozo, ve městě Victoria. Místo byla obydleno od doby bronzové. V antické éře zde pravděpodobně byla akropole punsko-římského města Gaulos nebo Glauconis Civitas. Na akropoli stál chrám bohyně Juno. Ve středověku byla akropole přeměněna na citadelu, která sloužila jako útočiště pro obyvatele Goza v době ohrožení. V 15. století se před jejími hradbami začalo vyvíjet předměstí, tato oblast nyní tvoří historické jádro Victorie. Obranný systém byl nicméně v 16. století již zastaralý a v roce 1551 citadelu dobyli Osmané. V letech 1599 až 1622 byla provedena velká přestavba, která citadelu přeměnila na pevnost chráněnou děly. Přestavěny byly zejména jižní hradby, naopak severní hradby byly ponechány nedotčené a dodnes si zachovaly převážně středověkou podobu. V 17. a 18. století se několikrát plánovalo celou citadelu zbourat, ale plány nikdy nebyly uskutečněny. Během francouzské invaze i během následného povstání v roce 1798 se pevnost vzdala bez většího boje. Zůstala vojenským zařízením, dokud nebyla 1. dubna 1868 Brity vyřazena z provozu. Uvnitř pevnosti je několik kostelů, včetně katedrály Nanebevzetí Panny Marie, která byla postavena v letech 1697 až 1711. Dále je zde sídlo biskupa, soudní dvůr a mnoho muzeií. Citadela je od roku 1998 zařazena na maltský seznam památek usilujících o zápis na seznam Světového dědictví UNESCO.